# Megastomatohyla nubicola
Espèce
Synonymes
- Hyla nubicola Duellman, 1964 "1963"

Statut de conservation UICN

 CR  : 
En danger critique
Megastomatohyla nubicola est une espèce d'amphibiens de la famille des Hylidae.

## Répartition
Cette espèce est endémique du centre de l'État de Veracruz au Mexique. Elle se rencontre à environ 1 325 m d'altitude aux environs de Huatusco,.

## Publication originale
- Duellman, 1964 "1963" : Description of a New Species of Tree Frog from Veracruz, México. Herpetologica, vol. 19, no 4, p. 225-228.